# فرودگاه سنت بسیل (مرکت)
فرودگاه سنت بسیل (مرکت) (به انگلیسی: Saint-Basile (Marcotte) Aerodrome) یک فرودگاه خصوصی است که یک باند فرود چمن و برف دارد و طول باند آن ۶۱۰ متر است. این فرودگاه در شهر سنت باسیل، کبک کشور کانادا قرار دارد و در ارتفاع ۹۱ متری از سطح دریا واقع شده است.